# Coupe d'Europe des nations d'athlétisme 1991
Navigation
CE des nations 1989 CE des nations 1993
La 13e coupe d'Europe des nations d'athlétisme se déroule les 29 et 30 juin 1991 à Francfort en Allemagne réunifiée.
C'est la dernière participation de l'Union soviétique et le début d'une réorganisation profonde de l'Europe centrale.
L'Union soviétique et l'Allemagne s'imposent.

## Finale «A»
| Place | Pays             | Points |
| ----- | ---------------- | ------ |
| 1     | Union soviétique | 114    |
| 2     | Royaume-Uni      | 111,5  |
| 3     | Allemagne        | 108    |
| 4     | Italie           | 107    |
| 5     | France           | 98,5   |
| 6     | Tchécoslovaquie  | 66,5   |
| 7     | Hongrie          | 63     |
| 8     | Bulgarie         | 49,5   |

| Place | Pays             | Points |
| ----- | ---------------- | ------ |
| 1     | Allemagne        | 110    |
| 2     | Union soviétique | 105    |
| 3     | Royaume-Uni      | 82     |
| 4     | Roumanie         | 71     |
| 5     | France           | 62     |
| 6     | Pologne          | 55     |
| 7     | Bulgarie         | 46     |
| 8     | Hongrie          | 44     |

Chez les hommes, la lutte est serrée entre l'URSS et le Royaume-Uni. À l'issue de la première journée les Britanniques sont en tête malgré la disqualification du relais pour un passage hors zone entre Marcus Adam et Linford Christie. Lors de la dernière épreuve de la deuxième journée, le relais 4 × 400 mètres soviétique est dans un premier temps disqualifié, et les Britanniques pensent conserver leur titre acquis en 1989. Mais finalement le relais soviétique est reclassé à la deuxième place, ce qui permet à l'URSS de l'emporter chez les hommes. 
Chez les femmes l'Allemagne réunifiée l'emporte de 5 points sur l'URSS après disqualification de la sauteuse en hauteur soviétique Yelena Rodina pour un contrôle antidopage positif.
La Hongrie et la Bulgarie sont reléguées aussi bien chez les hommes que les femmes.

## Résultats par épreuve

### Hommes
| Épreuve | Or                                                                           | Or                | Argent                                                                       | Argent         | Bronze                                                        | Bronze         |
| --- | ---------------------------------------------------------------------------- | ----------------- | ---------------------------------------------------------------------------- | -------------- | ------------------------------------------------------------- | -------------- |
| 100 m (vent : +0,5 m/s) | Linford Christie GBR                                                         | 10 s 18           | Daniel Sangouma FRA                                                          | 10 s 20        | Steffen Bringmann GER                                         | 10 s 42        |
| 200 m (vent : -1,6 m/s) | Jean-Charles Trouabal FRA                                                    | 20 s 60           | John Regis GBR                                                               | 20 s 73        | Stefano Tilli ITA                                             | 20 s 79        |
| 400 m | Roger Black GBR                                                              | 44 s 91 CR        | Olivier Noirot FRA                                                           | 45 s 18        | Tamás Molnár HUN                                              | 45 s 78        |
| 800 m | Tom McKean GBR                                                               | 1 min 45 s 60     | Andrey Sudnik URS                                                            | 1 min 46 s 35  | Frédéric Cornette FRA                                         | 1 min 46 s 63  |
| 1 500 m | Peter Elliott GBR                                                            | 3 min 43 s 39     | Jens-Peter Herold GER                                                        | 3 min 43 s 47  | Gennaro Di Napoli ITA                                         | 3 min 44 s 75  |
| 5 000 m | Salvatore Antibo ITA                                                         | 13 min 21 s 68 CR | Gary Staines GBR                                                             | 13 min 35 s 08 | Pascal Thiébaut FRA                                           | 13 min 45 s 61 |
| 10 000 m | Eamonn Martin GBR                                                            | 28 min 00 s 53    | Francesco Panetta ITA                                                        | 28 min 03 s 10 | Stéphane Franke GER                                           | 28 min 04 s 41 |
| 3 000 m steeple | Alessandro Lambruschini ITA                                                  | 8 min 29 s 62     | Ivan Konovalov URS                                                           | 8 min 30 s 37  | Béla Vágó HUN                                                 | 8 min 30 s 60  |
| 110 m haies (vent : -0,9 m/s) | Colin Jackson GBR                                                            | 13 s 31 CR        | Florian Schwarthoff GER                                                      | 13 s 43        | Philippe Tourret FRA                                          | 13 s 63        |
| 400 m haies | Kriss Akabusi GBR                                                            | 48 s 39           | Stéphane Caristan FRA                                                        | 49 s 43        | Fabrizio Mori ITA                                             | 49 s 76        |
| 4 × 100 m | FRA Gilles Quénéhervé Daniel Sangouma Jean-Charles Trouabal Bruno Marie-Rose | 38 s 67           | URS Yuriy Yazynin Andrey Fedoriv Aleksandr Goremykin Vitaliy Savin           | 38 s 87        | ITA Giorgio Marras Carlo Simionato Ezio Madonia Stefano Tilli | 38 s 89        |
| 4 × 400 m | GBR Paul Sanders Kriss Akabusi Brian Whittle Roger Black                     | 3 min 00 s 58     | URS Dmitriy Golovastov Dimitriy Kliger Vladimir Popov Vyacheslav Kocheryagin | 3 min 01 s 80  | ITA Marco Vaccari Fabio Grossi Alessandro Aimar Andrea Nuti   | 3 min 02 s 32  |
| Saut en hauteur | Dalton Grant GBR                                                             | 2,30 m            | Igor Paklin URS                                                              | 2,28 m         | Joël Vincent FRA                                              | 2,22 m         |
| Saut à la perche | Grigoriy Yegorov URS                                                         | 5,60 m            | Gianni Iapichino ITA                                                         | 5,50 m         | István Bagyula HUN                                            | 5,50 m         |
| Saut en longueur | Dietmar Haaf GER                                                             | 8,30 m w          | Robert Emmiyan URS                                                           | 8,01 m         | Giovanni Evangelisti ITA                                      | 7,76 m         |
| Triple saut | Ralf Jaros GER                                                               | 17,66 m CR, NR    | Jan Cado TCH                                                                 | 16,94 m        | Georges Sainte-Rose FRA                                       | 16,93 m        |
| Lancer du poids | Ulf Timmermann GER                                                           | 20,26 m           | Sergey Smirnov URS                                                           | 19,91 m        | Alessandro Andrei ITA                                         | 19,16 m        |
| Lancer du disque | Attila Horváth HUN                                                           | 65,24 m           | Jürgen Schult GER                                                            | 63,24 m        | Gejza Valent TCH                                              | 62,14 m        |
| Lancer du marteau | Igor Astapkovich URS                                                         | 81,60 m           | Tibor Gécsek HUN                                                             | 76,90 m        | Enrico Sgrulletti ITA                                         | 76,16 m        |
| Lancer du javelot | Jan Železný TCH                                                              | 82,84 m           | Viktor Zaytsev URS                                                           | 82,68 m        | Peter Blank GER                                               | 82,42 m        |
| Records et Performances - AR : Record continental (area record) - CR : Record des championnats (championship record) - MR : Record du meeting (meet record) - NR : Record national (national record) - OR : Record olympique (olympic record) - PR : Record paralympique (paralympic record) - PB : Record personnel (personal best) - SB : Meilleure performance personnelle de la saison (season's best) - WL : Meilleure performance mondiale de l'année (world leader) - WJR : Record du monde junior (world junior record) - WR : Record du monde (world record) Circonstances et Conditions - DNF : N'a pas terminé (did not finish) - DNS : N'a pas pris le départ (did not start) - DQ : Disqualification (disqualification) - NM : Aucun essai valable enregistré (No Mark) - Q : Qualifié « directement » au prochain tour (ou à la prochaine compétition), lors d'une compétition majeure, grâce au classement ou à la réalisation des minima (automatic qualifier) - q : Qualifié au prochain tour (ou à la prochaine compétition), lors d'une compétition majeure, grâce au repêchage ou à la réalisation de l'une des meilleures performances parmi celles des « non qualifiés directement » (grâce au meilleur temps ou à la meilleure distance par exemple) (secondary qualifier) |                                                                              |                   |                                                                              |                |                                                               |                |

### Femmes
| Épreuve | Or                                                                         | Or                    | Argent                                                          | Argent         | Bronze                                                                 | Bronze         |
| --- | -------------------------------------------------------------------------- | --------------------- | --------------------------------------------------------------- | -------------- | ---------------------------------------------------------------------- | -------------- |
| 100 m (vent : -2,7 m/s) | Irina Privalova URS                                                        | 11 s 29               | Katrin Krabbe GER                                               | 11 s 45        | Anelia Nuneva BUL                                                      | 11 s 74        |
| 200 m (vent : -3,4 m/s) | Irina Privalova URS                                                        | 22 s 48               | Andrea Thomas GER                                               | 23 s 08        | Maguy Nestoret FRA                                                     | 23 s 22        |
| 400 m | Marie-José Pérec FRA                                                       | 49 s 32 CR, NR        | Grit Breuer GER                                                 | 49 s 87        | Olga Nazarova URS                                                      | 51 s 17        |
| 800 m | Ella Kovacs ROM                                                            | 1 min 59 s 01         | Christine Wachtel GER                                           | 1 min 59 s 61  | Svetlana Masterkova URS                                                | 1 min 59 s 69  |
| 1 500 m | Doina Melinte ROM                                                          | 4 min 00 s 83 CR      | Natalya Artyomova URS                                           | 4 min 01 s 01  | Ellen Kiessling GER                                                    | 4 min 05 s 13  |
| 3 000 m | Margareta Keszeg ROM                                                       | 8 min 44 s 47         | Uta Pippig GER                                                  | 8 min 45 s 40  | Lyubov Kremlyova URS                                                   | 8 min 49 s 72  |
| 10 000 m | Kathrin Ullrich GER                                                        | 31 min 03 s 62 CR, NR | Jill Hunter GBR                                                 | 31 min 07 s 88 | Iulia Negura ROM                                                       | 32 min 10 s 37 |
| 100 m haies (vent : -2,1 m/s) | Lyudmila Narozhilenko URS                                                  | 12 s 55               | Monique Ewanjé-Épée FRA                                         | 12 s 79        | Kristin Patzwahl GER                                                   | 13 s 10        |
| 400 m haies | Margarita Ponomaryova URS                                                  | 54 s 42               | Sally Gunnell GBR                                               | 54 s 61        | Heike Meissner GER                                                     | 55 s 64        |
| 4 × 100 m | URS Nadezhda Rashchupkina Galina Malchugina Marina Zhirova Irina Privalova | 42 s 51               | GER Andrea Philipp Katrin Krabbe Sabine Richter Heike Drechsler | 42 s 57        | FRA Magalie Simioneck Maguy Nestoret Valérie Jean-Charles Odiah Sidibé | 43 s 60        |
| 4 × 400 m | URS Yelena Ruzina Lyudmila Dzhigalova Margarita Ponomaryova Olga Nazarova  | 3 min 21 s 77         | GER Katrin Schreiter Sabine Busch Uta Rohländer Grit Breuer     | 3 min 24 s 20  | GBR Sally Gunnell Lorraine Hanson Jennifer Stoute Linda Keough         | 3 min 24 s 25  |
| Saut en hauteur | Svetlana Leseva BUL                                                        | 1,96 m                | Judit Kovács HUN                                                | 1,92 m         | Heike Henkel GER                                                       | 1,90 m         |
| Saut en longueur | Heike Drechsler GER                                                        | 7,20 m w              | Larisa Berezhnaya URS                                           | 7,06 m         | Fiona May GBR                                                          | 6,77 m         |
| Lancer du poids | Natalya Lisovskaya URS                                                     | 21,12 m               | Astrid Kumbernuss GER                                           | 19,11 m        | Judy Oakes GBR                                                         | 18,74 m        |
| Lancer du disque | Ilke Wyludda GER                                                           | 65,66 m               | Larisa Mikhalchenko URS                                         | 65,06 m        | Stefenia Simova BUL                                                    | 60,68 m        |
| Lancer du javelot | Tessa Sanderson GBR                                                        | 65,18 m               | Irina Kostyuchenkova URS                                        | 64,56 m        | Petra Meier GER                                                        | 63,18 m        |
| Records et Performances - AR : Record continental (area record) - CR : Record des championnats (championship record) - MR : Record du meeting (meet record) - NR : Record national (national record) - OR : Record olympique (olympic record) - PR : Record paralympique (paralympic record) - PB : Record personnel (personal best) - SB : Meilleure performance personnelle de la saison (season's best) - WL : Meilleure performance mondiale de l'année (world leader) - WJR : Record du monde junior (world junior record) - WR : Record du monde (world record) Circonstances et Conditions - DNF : N'a pas terminé (did not finish) - DNS : N'a pas pris le départ (did not start) - DQ : Disqualification (disqualification) - NM : Aucun essai valable enregistré (No Mark) - Q : Qualifié « directement » au prochain tour (ou à la prochaine compétition), lors d'une compétition majeure, grâce au classement ou à la réalisation des minima (automatic qualifier) - q : Qualifié au prochain tour (ou à la prochaine compétition), lors d'une compétition majeure, grâce au repêchage ou à la réalisation de l'une des meilleures performances parmi celles des « non qualifiés directement » (grâce au meilleur temps ou à la meilleure distance par exemple) (secondary qualifier) |                                                                            |                       |                                                                 |                |                                                                        |                |

## Finale «B»
La finale « B » est disputée à Barcelone les 22 et 23 juin 1991.
| Place | Pays        | Points |
| ----- | ----------- | ------ |
| 1     | Espagne     | 118    |
| 2     | Pologne     | 116    |
| 3     | Suède       | 108    |
| 4     | Yougoslavie | 90     |
| 5     | Suisse      | 82     |
| 6     | Finlande    | 81     |
| 7     | Autriche    | 65     |
| 8     | Grèce       | 55     |

| Place | Pays            | Points |
| ----- | --------------- | ------ |
| 1     | Italie          | 93     |
| 2     | Finlande        | 89     |
| 3     | Tchécoslovaquie | 79     |
| 4     | Espagne         | 73     |
| 5     | Belgique        | 66     |
| 6     | Suisse          | 58     |
| 7     | Suède           | 58     |
| 8     | Pays-Bas        | 57     |

## Finales «C»
Les deux finales, C1 et C2, ont la même valeur. Elles permettent de se qualifier pour la finale B deux ans après.
Elles se déroulent les 22 et 23 juin 1991 à Viseu (Portugal) et à Athènes.

### Hommes
| Place | Pays     | Points |
| ----- | -------- | ------ |
| 1     | Norvège  | 92     |
| 2     | Portugal | 89     |
| 3     | Pays-Bas | 75,5   |
| 4     | Danemark | 62     |
| 5     | Irlande  | 58,5   |
| 6     | Islande  | 41     |

| Place | Pays     | Points |
| ----- | -------- | ------ |
| 1     | Roumanie | 81     |
| 2     | Belgique | 72     |
| 3     | Turquie  | 52     |
| 4     | Chypre   | 47     |
| 5     | Israël   | 45     |

### Femmes
| Place | Pays     | Points |
| ----- | -------- | ------ |
| 1     | Norvège  | 76     |
| 2     | Portugal | 66     |
| 3     | Autriche | 61     |
| 4     | Danemark | 50     |
| 5     | Irlande  | 48     |
| 6     | Islande  | 34     |

| Place | Pays        | Points |
| ----- | ----------- | ------ |
| 1     | Yougoslavie | 69     |
| 2     | Grèce       | 67     |
| 3     | Israël      | 40     |
| 4     | Turquie     | 38     |
| 5     | Chypre      | 26     |

La Yougoslavie ne participera finalement pas à l'édition suivante.
|  | Vainqueur de la compétition |  | Promotion en division supérieure |  | Relégation en division inférieure |